# Кіз ван Кутен
Корнеліс Рейнір (Кіс) ван Кутен (Гаага, 10 серпня 1941) — нідерландський комік і письменник.
Ван Кутен народився в 1941 році в клініці «Віфлеєм» у Гаазі як старша дитина Корнеліса Рейніра ван Кутена та Анни Гертруїди Снаув. У 1945 році народилася його сестра. У 1959 році він познайомився зі своєю майбутньою дружиною Барбарою, з якою він разом жив на Прінсенграхт в Амстердамі в 1966 році і одружився 18 жовтня 1968 року. Після весілля вони переїхали в Nekkerweg в Zuidoostbeemster, і народилося двоє дітей: син Каспер 17 грудня 1971 року і донька Кім 26 січня 1974 року. Обидва згодом стали відомими. Його дружина час від часу грала гостьові ролі в його телепрограмах. У 1978 році сім'я переїхала в Хілверсюм, а в 1996 році — в Амстердам. У серпні 2014 року Ван Кутен переніс серцевий напад. Він пройшов успішну операцію з шунтування в VUmc в Амстердамі. Про це він писав у своїй книзі «Хай живе добробут».